# Valmont (film)
Valmont je francouzsko-britský film z roku 1989. Jeho režisérem byl Miloš Forman, který také společně se svým dlouholetým spolupracovníkem Jean-Claude Carrièrem napsal scénář. Předlohou k filmu byl román Nebezpečné známosti francouzského spisovatele Choderlose de Laclose z roku 1782. V hlavních rolích se ve filmu představili Colin Firth, Annette Beningová a Meg Tilly. Autor kostýmů Theodor Pištěk získal cenu César a navíc byl za svůj výkon nominován na Oscara, Forman na Césara pro nejlepšího režiséra.